# 야로대교

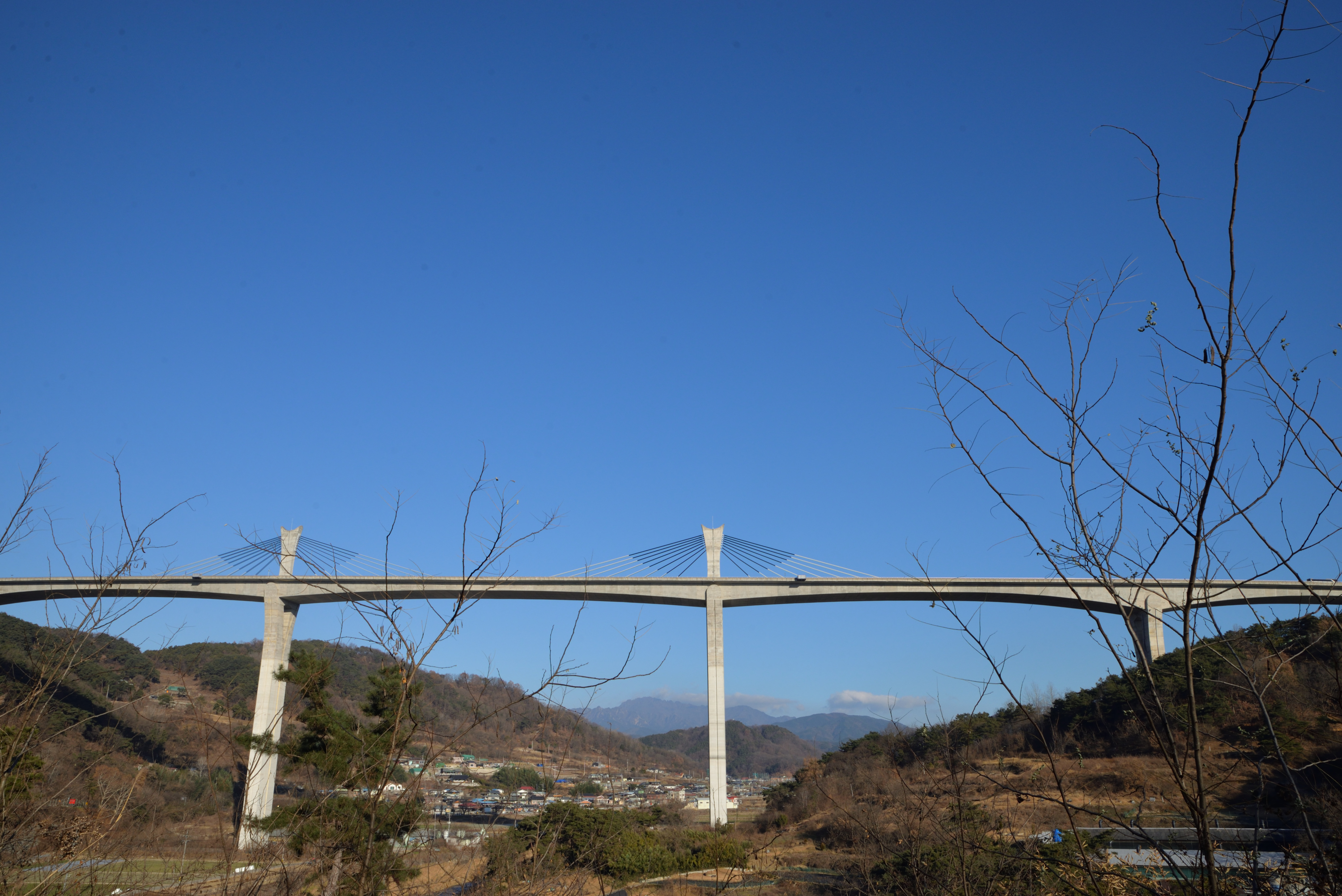
하부에서 올려다 본 야로대교

야로대교(冶爐大橋)는 광주대구고속도로 상의 교량으로 경상남도 합천군 야로면 정대리에 위치해 있으며 가조 나들목과 해인사 나들목 사이에 있다. 길이는 760.0m, 높이는 115.0m (주탑 높이 148.9m)로 새만금포항고속도로의 만덕교를 제치고 2015년 12월 29일 대한민국에서 가장 높은 교량으로 개통하였다. 교량의 종류는 엑스트라도즈드교이다.